# Județul Soroca (Gubernia Basarabia)
Județul Soroca (în rusă Сорокский уезд) a fost o unitate administrativ-teritorială (uezd) din gubernia Basarabia ca parte a Imperiului Rus, constituită în 1836 din contul județului Iași. Centrul administrativ al județului a fost orașul Soroca. Populația județului era de 218.861 locuitori (în 1897). 

## Geografie
Juțețul Soroca ocupa o suprafață de 4.519 km² (3.917 de verste). La nord și nord-est se mărginea cu județul Hotin și gubernia Podolia, la sud cu județul Orhei, iar la sud-vest cu județul Bălți.
Teritoriul său se află inclus în prezent în raioanele Dondușeni, Drochia, Florești și Soroca din Republica Moldova.

## Populație
La recensământul populației din 1897, populația județului Soroca era de 218.861 locuitori, din care:
| Grup etnic           | Populație | % Procentaj |
| -------------------- | --------- | ----------- |
| Moldoveni            | 138.351   | 63,2%       |
| Maloruși (ucraineni) | 35.094    | 16,0%       |
| Evrei                | 31.162    | 14,2%       |
| Velicoruși (ruși)    | 10.614    | 4,8%        |
| Polonezi             | 1.742     | 0,8%        |
| Germani              | 1.038     | 0,5%        |
| Țigani               | 452       | 0,2%        |
| Armeni               | 135       |             |
| alții                | 273       |             |

## Diviziuni administrative
La 1912 județul era împărțit în 12 voloste (ocoale):
1. Volostul Arionești (centru administrativ – Arionești)
2. Volostul Bădiceni (c.a. – Bădiceni)
3. Volostul Climăuți (c.a. – Climăuți)
4. Volostul Cotiujenii Mari  (c.a. – Cotiujenii Mari)
5. Volostul Gribova (c.a. – Gribova)
6. Volostul Florești (c.a. – Florești)
7. Volostul Ocolina (c.a. – Ocolina)
8. Volostul Otaci (c.a. – Otaci)
9. Volostul Pepeni (c.a. – Pepeni)
10. Volostul Tîrnova (c.a. – Tîrnova)
11. Volostul Vadul-Rașcov  (c.a. – Vadul-Rașcov)
12. Volostul Văscăuți (c.a. – Văscăuți)

De asemenea, județul a fost împărțit în 4 stanuri (subdiviziuni polițienești):
- 1 stan – Otaci.
- al 2-lea stan – Zgurița
- al 3-lea stan – Florești
- al 4-lea stan – Vadul-Rașcov.

## Articole conexe
- Județul Soroca (interbelic)
- Județul Soroca (Republica Moldova)